# Allogymnopleurus thalassinus
Allogymnopleurus thalassinus е вид насекомо от семейство Листороги бръмбари (Scarabaeidae). Видът е незастрашен от изчезване.

## Разпространение
Разпространен е в Ботсвана, Зимбабве, Мозамбик, Намибия и Южна Африка.